# Comuna Sărata-Galbenă, Hîncești
Comuna Sărata-Galbenă este o comună din raionul Hîncești, Republica Moldova. Este formată din satele Sărata-Galbenă (sat-reședință), Brătianovca, Cărpineanca, Coroliovca și Valea Florii.

## Demografie
Conform datelor recensământului din 2014, comuna are o populație de 4.822 de locuitori. La recensământul din 2004 erau 5.695 de locuitori.

## Administrație și politică
Componența Consiliului local Sărata-Galbenă (13 consilieri), ales la 5 noiembrie 2023, este următoarea:
|  | Partid                                       | Consilieri | Componență | Componență | Componență | Componență | Componență | Componență | Componență |
|  | -------------------------------------------- | ---------- | ---------- | ---------- | ---------- | ---------- | ---------- | ---------- | ---------- |
|  | Partidul Social Democrat European            | 7          |            |            |            |            |            |            |            |
|  | Partidul Acțiune și Solidaritate             | 3          |            |            |            |            |            |            |            |
|  | Partidul Socialiștilor din Republica Moldova | 1          |            |            |            |            |            |            |            |
|  | Partidul Liberal                             | 1          |            |            |            |            |            |            |            |
|  | Platforma Demnitate și Adevăr                | 1          |            |            |            |            |            |            |            |